# Serra Capitana
La Serra Capitana és una serra situada al límit dels municipis del Pont de Suert (antic terme de Llesp) i de Vall de Boí (Alta Ribagorça), dins de l'antic terme de Durro.
És a llevant del poble de Cóll i al sud-est del de Saraís. En el seu extrem de llevant, que és alhora el seu punt més elevat, enllaça amb el Serrat del Riconco.